# Torre de Rame
La torre de Rame o Ramí és una torre de guaita d'origen àrab situada a la pedania de las Lomas de Rame, al municipi de Los Alcàzares, Múrcia. Construïda per a vigilar la costa del Mar Menor, ja existia al segle xiii, quan el monarca Alfons X de Castella reconquereix el regne de Múrcia. Rame, topònim aràbic, és una derivació d'Arramín, famós ballester que responia al nom de Faray.
L'estructura de la torre és un prisma inclinat decreixent, de vuit a deu metres d'alt, murs de metre i mig de gruix, planta baixa i dues alçades, terrassa emmerletada i un considerable tapial defensiu per protegir les quadres i el graner.